# Marcel Ospel

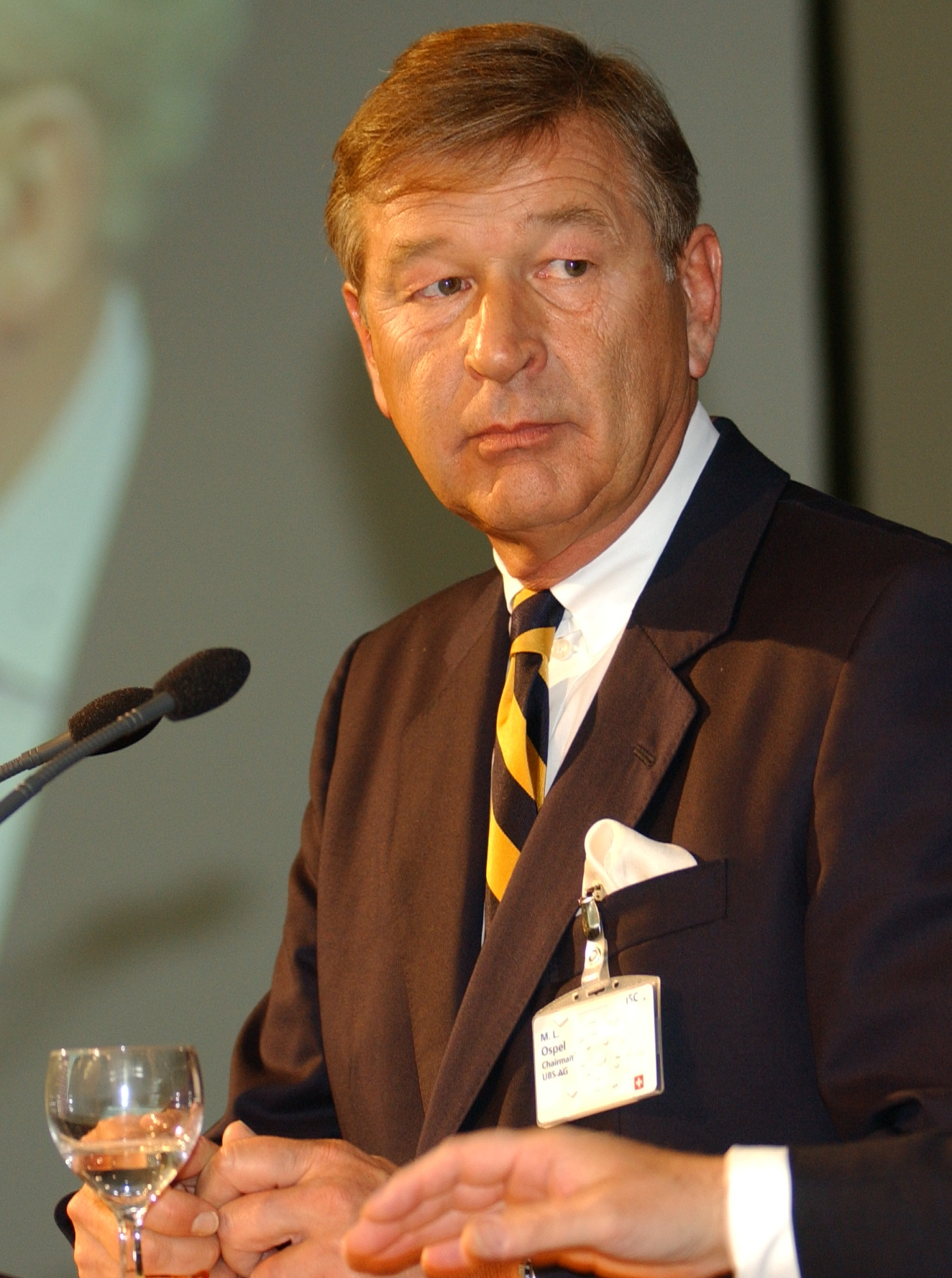
Marcel Ospel am St. Gallen Symposium (2003)

Marcel Louis Ospel (* 8. Februar 1950 in Basel; † 26. April 2020 in Wollerau) war ein Schweizer Bankmanager und Verwaltungsratspräsident der UBS.

## Leben
Ospel wuchs im Kleinbasel auf und absolvierte eine kaufmännische Berufslehre sowie die Höhere Wirtschafts- und Verwaltungsschule (HWV) in Basel. Er begann seine Laufbahn 27-jährig bei der Bank, der er bis 2008 treu geblieben ist, dem damaligen Schweizerischen Bankverein (SBV). Dort arbeitete er bis 1980 in der zentralen Abteilung «Planung und Marketing». Anschliessend wechselte er für vier Jahre ins Ausland und arbeitete für den SBV in London und New York im Geschäftsbereich «Capital Markets». Für drei Jahre unternahm er dann einen Abstecher zu Merrill Lynch, bevor er von 1987 bis 1990 beim SBV in Zürich für den Wertschriftenhandel verantwortlich zeichnete. 1990 wurde er in die Geschäftsleitung aufgenommen, ab 1995 leitete er SBC Warburg. Von 1996 bis 1998 war er Präsident der Konzernleitung des SBV, nach der Fusion zu einer Grossbank mit der Schweizerischen Bankgesellschaft (SBG) wurde er Präsident der Konzernleitung der UBS.

## Verwaltungsratspräsident UBS
Im April 2001 wurde er zum Verwaltungsratspräsidenten der UBS gewählt. Wenige Monate später, im Herbst, kam Ospel mit seiner Bank nach dem Grounding der Swissair ins Kreuzfeuer der Kritik.
Ospel war mitverantwortlich für die Milliardenverluste der UBS auf dem US-amerikanischen Markt 2007 und 2008, wie aus einem Bericht der Eidgenössischen Bankenkommission hervorgeht. In Finanzkreisen und auch in der Öffentlichkeit wurde im Frühling 2008 der Ruf nach seinem Rücktritt laut. Nach Bekanntgabe eines erneuten massiven Abschreibungsbedarfes von 19 Mrd. Franken am 1. April 2008 für die UBS untragbar geworden, verzichtete er an der Generalversammlung vom 23. April 2008 auf die Kandidatur für eine Wiederwahl als Verwaltungsratspräsident. Wie anlässlich der Veröffentlichung des Berichts «Finanzmarktkrise und Finanzmarktaufsicht» durch die Eidgenössische Finanzmarktaufsicht (Finma) am 14. September 2009 bekannt wurde, erfolgte der Rücktritt von Ospel auf den damaligen Generalversammlungstermin auf Veranlassung der Eidgenössischen Bankenkommission.

## Privat
Ab 2006 war Ospel in dritter Ehe mit Adriana Ospel-Bodmer, Tochter aus einer der ältesten Zürcher Familien und promovierte Ökonomin, verheiratet. Mit ihr hatte er Zwillinge (* 2009). Aus erster und zweiter Ehe hatte Ospel je zwei weitere Kinder. Sein Vermögen wurde 2018 vom Wirtschaftsmagazin Bilanz auf 175 Millionen Schweizer Franken geschätzt.
Laut einem Artikel der Basler Zeitung war Ospel Mitglied der SVP. Er war leidenschaftlicher Fasnachtstrommler in Basel.
Im April 2020 starb Ospel im Alter von 70 Jahren nach langem Krebsleiden in Wollerau im Kanton Schwyz, wo er zuletzt lebte.

## Auszeichnungen
- 1997: European Banker of the Year[10]
- Im Jahr 2005 bekam Ospel den Ehrendoktortitel der University of Rochester, Vereinigte Staaten. Die Auszeichnung wurde ihm aufgrund seiner strategischen Errungenschaften bei der Positionierung der UBS als globale Bank verliehen.